# Ambrus Éva
Ambrus Éva (Budapest, 1941. január 10. – 2023. március 3.) magyar iparművész, keramikus, designer. A Magyar Művészeti Akadémia rendes tagja (2013).

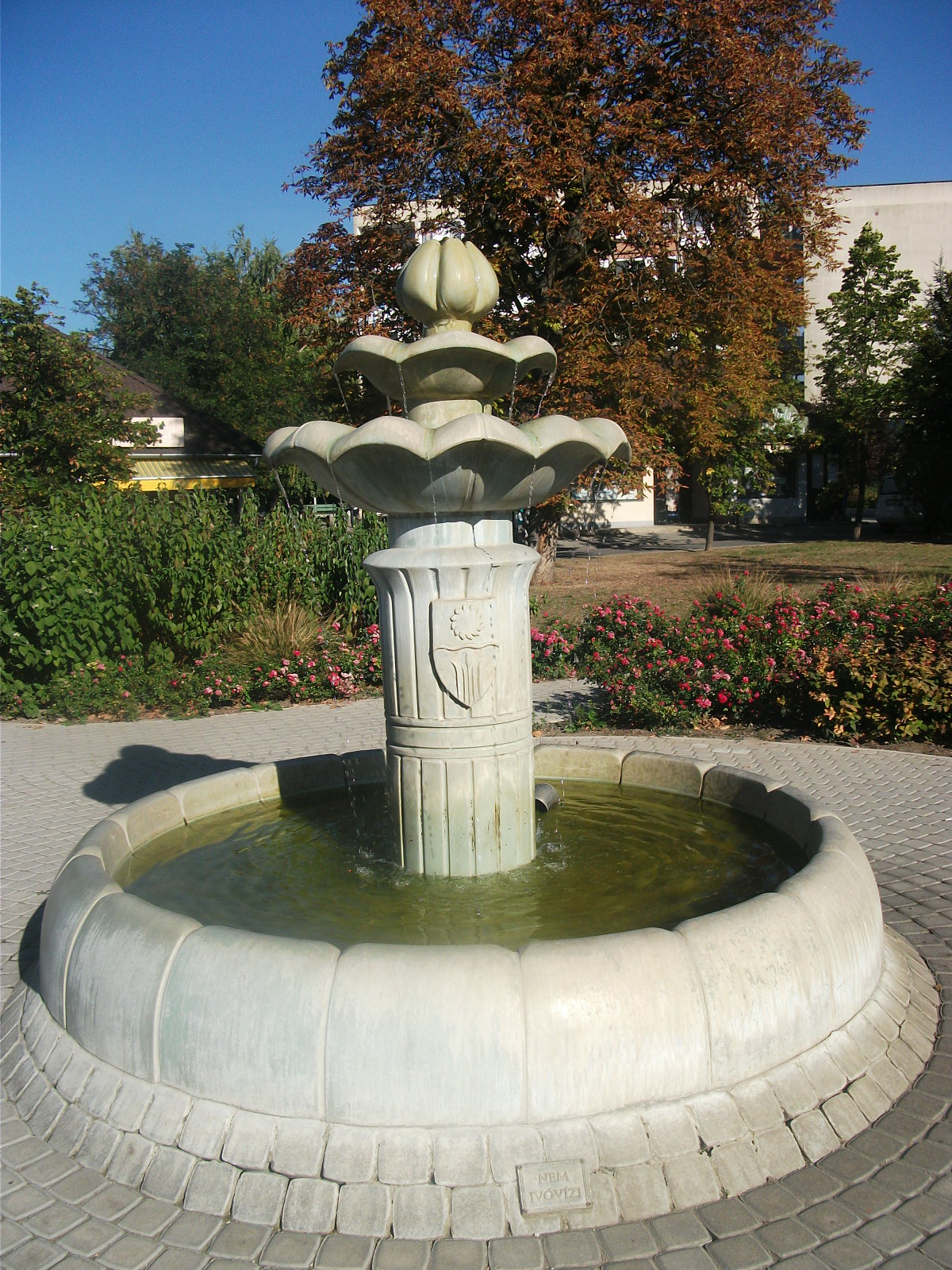
Szökőkút Gárdonyban

## Életútja, munkássága
Felsőfokú tanulmányokat a Magyar Iparművészeti Főiskolán folytatott, ahol Schrammel Imre volt a mestere, a porcelántervező szakon diplomázott 1967-ben. Pályáját a hódmezővásárhelyi Alföldi Porcelángyárban kezdte, 1967-1984 közt itt volt tervező, majd művészeti vezető. Már ebben az időben is számos sikeres edényterv kapcsolódott az ő alkotói munkásságához, több készlete, például az UNISET és BELLA a hazai edénykultúra mai napig meghatározói szériái. Falburkolatok, ivókutak, szökőkutak tervezésére is kapott megbízásokat. Tapasztalatszerzés céljából 1979-ben két hónapot töltött Finnországban ösztöndíjasként. Hazai és nemzetközi kerámia szimpóziumokon vett részt:
- Edényprogram, Siklós (1971)
- Nemzetközi szimpózium, Siklós (1974)
- Nemzetközi szimpózium, Arandjelovac, Jugoszlávia, 1975
- Nemzetközi szimpózium, Wrocław, 1984
- Építészeti program, Siklós, 1988

Formatervezéseiért gyakran részesült elismerő díjakban, 1971 óta kiállító művész, 1984 óta budafoki önálló műtermében alkot. Munkásságának java anyagában színezett porcelán dísztárgyak, használati tárgyak, plasztikus falburkolatok, ivókutak, díszkutak tervezése és kivitelezése. Élete végén alkotói figyelme a kisplasztikák felé fordult. Jeles közgyűjtemények őrzik munkáit, köztük: 
- Iparművészeti Múzeum, Budapest
- Janus Pannonius Múzeum, Pécs
- Nemzetközi Kerámia Stúdió Gyűjtemény, Kecskemét
- Kerámia Alkotótelep Gyűjtemény, Siklós

## Egyéni kiállításai (válogatás)
- Hódmezővásárhely, Medgyessy Terem (Németh Olgával, 1971)
- Művész az iparban, Iparművészeti Múzeum (Hamza Erzsébettel és Szabó Ilonával, 1973)
- Celldömölk, Kemenesalja Művelődési Központ (1976)
- Székkutas, Művelődési Ház (1977)
- Budapest, Duna Galéria (1994)
- Budapest, Árkád Galéria (Széles Judittal, 1995)
- Csurgó, Városi Múzeum (2000)
- Budapest, Budai Klub Galéria (2009)
- Válogatás 45 év munkáiból – Ambrus Éva porcelántervező művész életmű-kiállítása, Museion No. 1 Galéria, Budapest (2012)

## Köztéri alkotásai (válogatás)
1971–2010 között összesen 31 db plasztikus falburkolatot; ivókutat; csobogót; díszkutat alkotott, köztük:
- Budapest, Erzsébet krt. 17. – falikút
- Gyula – kávézó – plasztikus falburkolat
- Balatonkenese – díszkút
- Csurgó – Művelődési Központ – csobogó
- Badacsony – Központi Park – díszkút
- Kaposvár – Fő tér – ivókút
- Lengyeltóti – szőlős ivókút[3]

## Társasági tagság
- Designer Céh (1993–)

## Díjak, elismerések (válogatás)
- Varia Edénypályázat I. díj („Bella 267” edénykészlet, 1972)
- Szakszervezetek Országos Tanácsa-díj (Minya Máriával és Szekeres Károllyal közösen, 1974)
- A Kulturális Minisztérium nívódíja („UNISET 212” vendéglátóipari edényekért,[4] 1978)
- Országos Szilikátipari Formatervezési Triennálé díja (1982, 1985)
- Minikerámia Triennálé díja, Zágráb (1984)
- Ferenczy Noémi-díj (2004)